# Herenstraat (Middelburg)
De Herenstraat is een straat in het centrum van de stad Middelburg. De straat loopt vanaf winkelstraat de Lange Delft naar het punt waar de Turfkaai en de Houtkaai elkaar ontmoeten. Het grootste gedeelte van de huizen in de straat zijn herenhuizen. Een derde van de straat (vanaf de Lange Delft) behoort tot het winkelgebied en is betegeld met straatklinkers. Het overige deel van de straat is betegeld met kinderkopjes.
In totaal telt de straat 25 rijksmonumenten in het rijksmonumentregister. Een van de opmerkelijke monumenten is een verschuilde synagoge op nummer 14.

## Geschiedenis
De eerste huizen in de straat zijn gebouwd in de 17e eeuw, en de laatste in de 18e eeuw. De synagoge is in 1705 gebouwd. Tijdens de Tweede Wereldoorlog is de synagoge zwaar beschadigd geraakt, en deze is pas in 1994 gerestaureerd.

## Fotogalerij

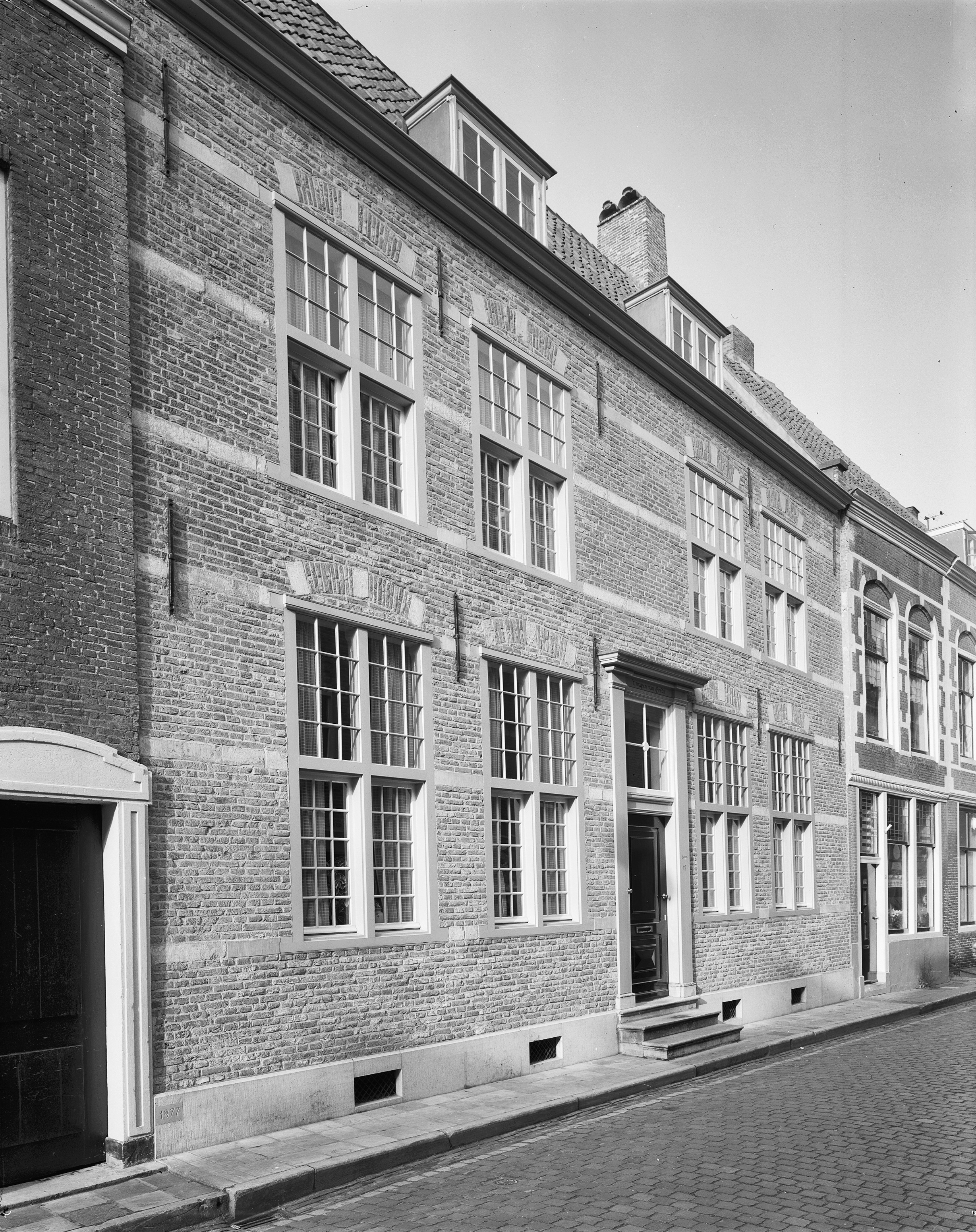
Herenstraat 12 (1982)
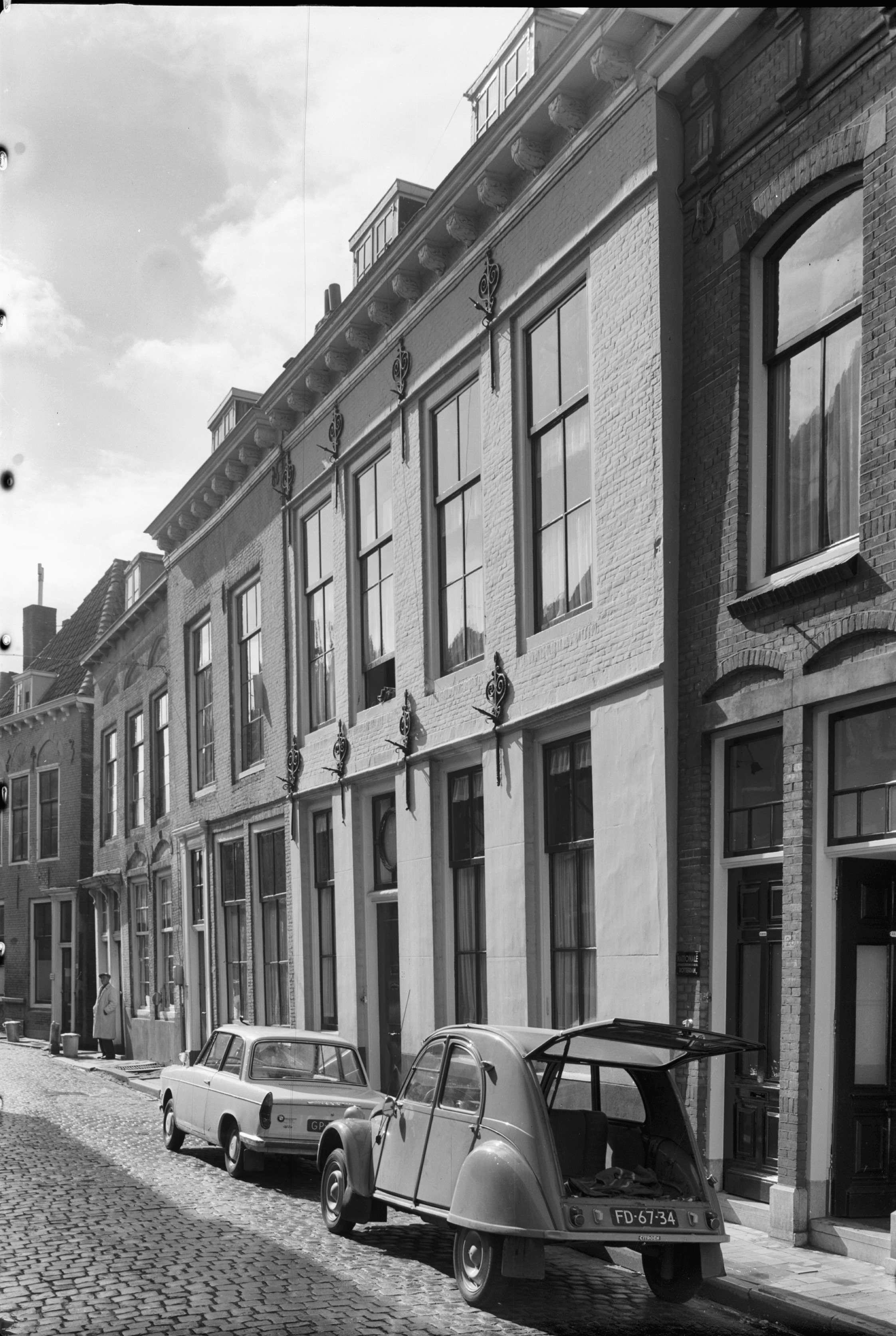
Herenstraat 28 (1962)